# Joaquín Mariano Sucunza
Joaquín Mariano Sucunza (Pamplona, Espanha, 15 de fevereiro de 1946) é o bispo auxiliar de Buenos Aires.
Joaquín Mariano Sucunza recebeu o Sacramento da Ordem em 27 de novembro de 1971.
Em 22 de julho de 2000, o Papa João Paulo II o nomeou Bispo Titular de Saetabis e Bispo Auxiliar de Buenos Aires. O Arcebispo de Buenos Aires, Jorge Mario Bergoglio SJ, o consagrou em 21 de outubro do mesmo ano; Co-sagrantes foram os bispos auxiliares de Buenos Aires, Mario José Serra e Guillermo Leaden SDB.
Joaquín Mariano Sucunza também é Vigário Geral da Arquidiocese de Buenos Aires desde 27 de abril de 2002. Em 21 de março de 2013 foi eleito administrador diocesano de sua diocese enquanto se aguarda a nomeação do novo arcebispo. Devido à nomeação de Mario Aurelio Polis, que foi anunciada apenas uma semana depois, e sua posse em 20 de abril de 2013, ele ocupou esse cargo apenas brevemente.